# 본헤드 플레이
본헤드 플레이(Bonehead play)는 야구 용어로 수비나 주루 플레이를 할 때 일반적인 실책이 아닌 이해할 수 없는 실수를 하는 것을 의미한다. 오버런, 누의 공과, 장타에서의 아웃 등이 이에 해당한다.